# Bellefontaine (station de sports d'hiver)
Pour les articles homonymes, voir Bellefontaine.
Bellefontaine désigne la petite station de ski située sur le territoire de la commune française de Bellefontaine, dans le département du Jura et la région Bourgogne-Franche-Comté.

## Domaine skiable
La caisse du domaine se situe du côté opposé au domaine, la route principale passant entre les deux. Le petit domaine skiable de ski alpin compte 3 téléskis, ainsi qu'un fil-neige. Le téléski principal rejoint le sommet du domaine, avec un long plat intermédiaire sur son tracé. Une piste bleue rejoint le bas du domaine, et offre plus de 220 mètres de dénivelé et 1,4 kilomètre de longueur. Cette piste se sépare en trois variantes de même niveau sur sa fin. Une échappatoire à la fin du replat du téléski permet aussi de rejoindre cette piste 350 mètres plus loin. Le deuxième téléski dessert une courte piste rouge de 300 mètres, qui peut être peu damée quand le niveau d'enneigement est limité. Un fil-neige Baby complète l'offre, pour les clients de l'ESF.
Un téléski supplémentaire (privé) existe sur la gauche du domaine, mais il ne fait pas partie de l'offre forfaitaire. Il dessert près de 850 mètres de pistes.